# Line (software)
Line (gestileerd als LINE) is een instant messengerdienst, ontwikkeld door Line Corporation, dat weer een dochteronderneming is van het Zuid-Koreaanse Naver Corporation. Het gebruikt het internet om privé- en groepsberichten te versturen. Ook het versturen van spraakberichten, afbeeldingen, video's, en andere bestanden is mogelijk. Daarnaast kunnen gebruikers met elkaar (video)bellen.

## Geschiedenis
Line startte als reactie op een ramp. Als gevolg van de zeebeving nabij Sendai in 2011 werden telecommunicatiediensten in Japan beschadigd. Men moest vertrouwen op communicatie via het internet, dat via Line mogelijk werd.
Line verscheen voor het eerst in februari 2011. Twee jaar later was de applicatie al ruim 100 miljoen keer gedownload. In 2017 maakte moederbedrijf Naver bekend dat er wereldwijd 700 miljoen gebruikers zijn.
In juli 2012 werden de nieuwe functies Home en Timeline beschikbaar. Hier kunnen gebruikers hun persoonlijke verhalen delen, vergelijkbaar met die in bijvoorbeeld Instagram.
In 2013 werd door het grote succes een eigen dochtermaatschappij opgericht, Line Corporation. In dat jaar verschenen ook twee animeseries gebaseerd op Line Friends, personages die in de stickers aanwezig zijn.
Naast digitale communicatiemiddelen is er ook Line Pay, een mobiele betalingsdienst waarmee elektronisch geld kan worden verzonden en ontvangen. Er werden meer diensten ingebouwd voor onder meer het bestellen van maaltijden of een taxi.
Line is de meest populaire berichtendienst in Japan. Daarnaast is het populair in andere Aziatische landen als Taiwan, Thailand, Indonesië, Cambodja en Turkmenistan.

## Ingebouwde functies
- Berichtendienst
- Stickers
  - Line Friends, diverse personages
- Spelletjes
- Line Pay, betaaldienst
- Line Taxi, taxidienst
- Line Wow, bezorgdienst voor maaltijden
- Line Today, een nieuwsdienst
- Line Shopping, voor onlineaankopen
- Line Man, bezorgdienst voor maaltijden (Bangkok)
- Line TV, videodienst (Taiwan en Thailand)